# اچ‌دی ۱۵۰۱۳۶
اچ‌دی ۱۵۰۱۳۶ یک ستاره است که در صورت فلکی آتشدان قرار دارد.